# 夏目現
夏目 現（なつめ げん、1972年2月13日 - ）は、愛知県豊川市出身の映像作家、ミュージック・ビデオのディレクター、TVディレクター、デザイナー、VJ、映画監督。名古屋市立工芸高校デザイン科、多摩美術大学美術学部二部芸術学科卒業。映像制作会社 [[I was a 
Ballerina]]所属。

## 主な監督したミュージック・ビデオのアーティスト
- Superfly
- sumika
- SUPER BEAVER
- 木村カエラ
- あいみょん
- AMIAYA
- 井上苑子
- TOKIO
- さかいゆう
- Czecho No Republic
- バンドじゃないもん!
- ROCK'A'TRENCH
- ASA-CHANG&巡礼
- つばき
- オトナモード
- BONNIE PINK
- SPARTA LOCALS
- Jackson vibe
- ズボンズ
- Polaris
- Caravan
- DMBQ
- Hermann H.&The Pacemakers
- mudy on the 昨晩
- PEALOUT
- 松雪泰子
- りょう
- 長澤知之
- FRONTIER BACKYARD
- Kiiiiiii
- Shiggy Jr.

## 主なBD、DVD、及び映画作品
- 『Superfly／Force～Document&Live～（LIVE part）』（2013年、BD、DVD）
- 『3cm-ental ～運命の力～』（2010年、短編映画）
- 『DATE COURSE PENTAGON ROYAL GARDEN／ Musical From Chaos 3 花旗"HOA-KY"』（2007年、DVD、映画）
- 『BOYCOTT RHYTHM MACHINE II in Lonesome Nation』（2006年、映画）
- 『BOYCOTT RHYTHM MACHINE II versus』（2006年、DVD）
- 『ズボンズ／ WHY DO THEY ROCK SO HARD ? 』（2002年、DVD）

## 主なTV番組
- 『音流〜On Ryu〜』（テレビ東京、2013年 - /総合演出)
- 『スペースシャワーTV』 (布袋寅泰、DREAMS COME TRUE 、ケツメイシ、平井堅などの特番)
- 『ロンリのちから』（NHK Eテレ、2013年／演出・共同脚本）
- 『ブレイクッ!』（NHK Eテレ、2018年 - ／総合演出）